# 隐果薹草
隐果薹草（学名：Carex cryptocarpa）为莎草科薹草属的植物。分布于俄罗斯远东地区、日本、美国以及中国大陆的黑龙江省等地，多生在草甸、沼泽以及河边，目前尚未由人工引种栽培。